# Кавминводыавиа
«Кавминводыавиа» — федеральное государственное унитарное авиационное предприятие. Прекратило операционную деятельность 28 сентября 2011 года, в связи с реорганизацией и передачей всех рейсов авиакомпании Донавиа.

## История предприятия
Авиакомпания «Кавминводыавиа» вела свою историю со 2 июня 1962 года, когда в аэропорту «Минеральные Воды» был организован свой лётный отряд.
В августе 1995 года Минераловодское производственное объединение (МПО) Гражданской авиации было преобразовано в государственное унитарное авиапредприятие «Кавминводыавиа». В конце января 2011 года ФГУАП «Кавминводыавиа» было реорганизовано, в результате чего появились самостоятельные предприятия: авиакомпания «Кавминводыавиа» и Международный аэропорт «Минеральные Воды».

## Состав предприятия
В состав входил лётный отряд, агентство воздушных сообщений, авиационно-техническая база, авиационный учебный центр.
Аэропорт Ставрополя, ранее входивший в состав ФГУАП Кавминводыавиа, в 2008 году передан на баланс Ставропольского края. В 2010 году аэропорт Минеральные Воды также передан в собственность Ставропольского края.

## Рейсы
В 2010 году авиакомпания «Кавминводыавиа» выполняла регулярные рейсы из аэропорта Минеральных Вод в аэропорты Внуково и Домодедово (Москва). Также выполнялись регулярные рейсы из Москвы в Норильск, Певек, Ставрополь. Кроме того, авиакомпания осуществляла чартерные рейсы из аэропорта Минеральных Вод.
С 3 сентября 2011 года авиакомпания перестала летать в город Ставрополь, а также уменьшила частоту рейсов на Москву до двух рейсов в день. Оставались рейсы из Минеральных вод в Ереван и Москву, а также из Москвы в Сургут и Певек.
С 28 сентября 2011 года компания полностью прекратила полеты, о чём было опубликовано сообщение на официальном сайте. 
В марте 2010 года правительство РФ приняло решение, согласно которому авиакомпании, находящиеся на балансе «Ростехнологий», передавались крупнейшему воздушному перевозчику страны — «Аэрофлоту», чье руководство 13 сентября 2011 года объявило о планах сделать базовым перевозчиком на Кавказе свою ростовскую дочку «Донавиа». Ранее обсуждалась возможность её объединения с «Кавминводыавиа».

Продажу билетов закрываем на все рейсы, компания фактически перестает существовать, это связано с реорганизацией. Персонал обещали трудоустроить, я пока не готов ответить, каким образом. Надо с Савельевым разговаривать— заявление начальника штаба авиакомпании Игоря Завьялова.

## Флот
Авиакомпания эксплуатировала самолёты советского/российского производства: Ту-154 и Ту-204. Согласно рейтингу аналитиков forbes.ru, перевозчик занимал 13 место в рейтинге российских авиакомпаний, эксплуатирующих самые старые самолёты.
С целью обновления парка авиакомпании («Кавминводыавиа» остановили свой выбор на среднемагистральных самолетах «Airbus 320»), была проведена подготовка части персонала (лётного и технического) специалистами по обучению авиаперсонала центров «Baltic Aviation Academy» и «Amikon», так как приём новых лайнеров ожидался в начале лета 2011 года. Однако самолеты так и не были закуплены и введены в эксплуатацию.
В марте 2010 года правительство РФ приняло решение, согласно которому авиакомпании, находящиеся на балансе «Ростехнологий», передавались крупнейшему воздушному перевозчику страны — «Аэрофлоту», чье руководство в сентябре 2011 года объявило о планах сделать базовым перевозчиком на Кавказе свою ростовскую дочернюю авиакомпанию «Донавиа».
На период конца сентября, перед ликвидацией, авиапарк авиакомпании включал в себя следующие самолёты:
- 1 самолёт Ту-154Б-2 с бортовым номером RA-85457, именной борт «Ставрополье» — до недавнего времени был одним из старейших эксплуатирующихся Ту-154 (1980 года выпуска).

Все Ту-154, принадлежавшие компании будут порезаны на металлолом.
- 7 самолётов Ту-154М (причём самолёты с бортовыми номерами RA-85612, RA-85149, RA-85826, RA-85725 были взяты в лизинг, а ВС с регистрацией RA-85640, RA-85715, RA-85746 принадлежали авиакомпании).
- 2 самолёта Ту-204-100 с бортовыми номерами RA-64016, RA-64022, переданы в Red Wings Airlines.